# Principios de Wardrop
En 1952, el inglés John Glen Wardrop (1886–1969), reveló en su artículo "Some theoretical aspects of road traffic research"  dos principios básicos para la asignación de tráfico en redes, que son mundialmente conocidos como los Principios de Wardrop.

## Bases teóricas
Los conceptos subyacentes a los Principios de Wardrop se vinculan a la idea de equilibrio de Nash en la teoría de juegos que fue desarrollada por separado. Sin embargo, como en las redes de transporte hay muchos "jugadores", el análisis es mucho más difícil que en los juegos con un número reducido de jugadores. Los modelos de equilibrio en las redes de transporte son comúnmente utilizados para predecir los flujos de tráfico en las redes de transporte afectados por la congestión.

## Historia
El concepto de equilibrio de tráfico se origina en 1924, con Frank Knight. En 1952, Wardrop ha presentado dos principios que formalizar esta noción de equilibrio con la introducción de un concepto alternativo de conducta basado en la minimización de costos totales de viaje. El primer modelo matemático de las redes del equilibrio estaba formulado por Beckmann, McGuire y Winsten, en 1956.

## Primer principio de Wardrop o equilibrio del usuario
El primer principio de Wardrop, dice: "Los tiempos de viaje en todas las rutas es igual (entre ellas), y menor al tiempo que experimentaría cualquier vehículo que decidiera cambiar a otra ruta". En este caso, cada usuario, actuando de forma NO-cooperativa, es decir de forma egoísta, busca minimizar sus propios costos de transporte. Los flujos de tráfico que satisfacen este principio de equilibrio de los flujos se definen tipo de "equilibrio" usuario (UE), ya que cada usuario elige el camino que es mejor para sí mismo. En resumen, este equilibrio se alcanza cuando ningún usuario puede bajar más su tiempo de viaje (costo de transporte) por medio de una acción unilateral.

## Segundo principio de Wardrop o equilibrio del sistema
El segundo principio de Wardrop, dicta que en el equilibrio, el tiempo promedio de viaje de todos los vehículos es mínimo.  Esto implica que cada usuario se comporte de forma cooperativa en la elección de su propia ruta para garantizar el uso más eficiente de todo el sistema. Los flujos de tráfico que satisfacen el segundo principio de Wardrop son generalmente considerados "óptimos" del sistema" (SO). Los economistas sostienen que esto puede lograrse con el costo marginal de la tarificación vial.

## Ejemplo
En este ejemplo de Eash, Janson, and Boyce (1979) suponga que tiene dos posibles rutas entre los puntos 1 y 2 (ver figura 2).
Si las dos rutas fueran iguales, la solución sería simple: Igual cantidad de vehículos por cada una de las rutas e iguales tiempos para los casos de equilibrio del usuario (UE) y para el equilibrio del sistema (SE).
Considere para este ejemplo la siguiente función para calcular el efecto de la congestión, en términos de los vehículos que usan la vía (V)
{\displaystyle t_{i}=t_{0}\left({1+a\left({\frac {V_{i}}{C_{i}}}\right)^{b}}\right)}
donde
- {\displaystyle t_{i}} es el tiempo calculado en el arco i.
- {\displaystyle t_{0}} es el tiempo a flujo libre en el arco i.
- {\displaystyle C_{i}} es la capacidad total de la vía i (en vehículos equivalentes por hora).
- {\displaystyle V_{i}} es el número de usuarios de la vía i (en vehículos equivalentes por hora).
- {\displaystyle a,b} son parámetros de calibración de la función de congestión.

### Datos de ingreso
Suponga para este ejercicio que 8000 vehículos deben ser asignados en la red de la figura 2 para ir de 1 a 2. Las características de cada ruta se presentan en la tabla 1:
| Variable             | Ruta a     | Ruta b     |
| -------------------- | ---------- | ---------- |
| Capacidad            | 1000 veh/h | 3000 veh/h |
| Tiempo a flujo libre | 15 min     | 20 min     |
| a                    | 15%        | 15%        |
| b                    | 4          | 4          |

De esta manera, se pueden construir las dos ecuaciones para calcular los tiempos por cada una de las dos vías, dependiendo del número de vehículos {\displaystyle V_{i}} que la usen.
{\displaystyle t_{a}=15\left({1+0.15\left({\frac {V_{a}}{1000}}\right)^{4}}\right)}
{\displaystyle t_{b}=20\left({1+0.15\left({\frac {V_{b}}{3000}}\right)^{4}}\right)}
Adicional a esto, se tiene la restricción de que la suma total de los vehículos no puede ser diferente del número de usuarios
{\displaystyle V_{a}+V_{b}=8000}

### Solución bajo el principio de Equilibrio del Usuario
Para resolver este ejercicio, se asume que los usuarios no se comportan cooperativamente y que por eso ellos tratarán de minimizar sus tiempos. Según el Primer principio de Wardrop, cuando se busca el equilibrio del usuario, se termina en que todos los usuarios (entre el mismo origen y destino) experimentan el mismo tiempo de viaje por cualquiera de las rutas disponibles. Así para resolver este caso se puede sustituir la restricción en alguna de las dos funciones flujo demora e igualarla con la de la otra ruta, así:
{\displaystyle 15\left({1+0.15\left({\frac {V_{a}}{1000}}\right)^{4}}\right)=t_{b}=20\left({1+0.15\left({\frac {8000-V_{a}}{3000}}\right)^{4}}\right)}
La solución a este problema es:  
{\displaystyle V_{a}=} 2.152 vehicles 
{\displaystyle V_{b}=} 5.847
Una buena menera de comprobar que estas soluciones son las correctas es sustituir estos valores en las funciones originales de congestión para los arcos a y b. Haciendo esto se encuentra que las respuesta es 63 min por cualquiera de las dos rutas.